# رطوبت‌گیر

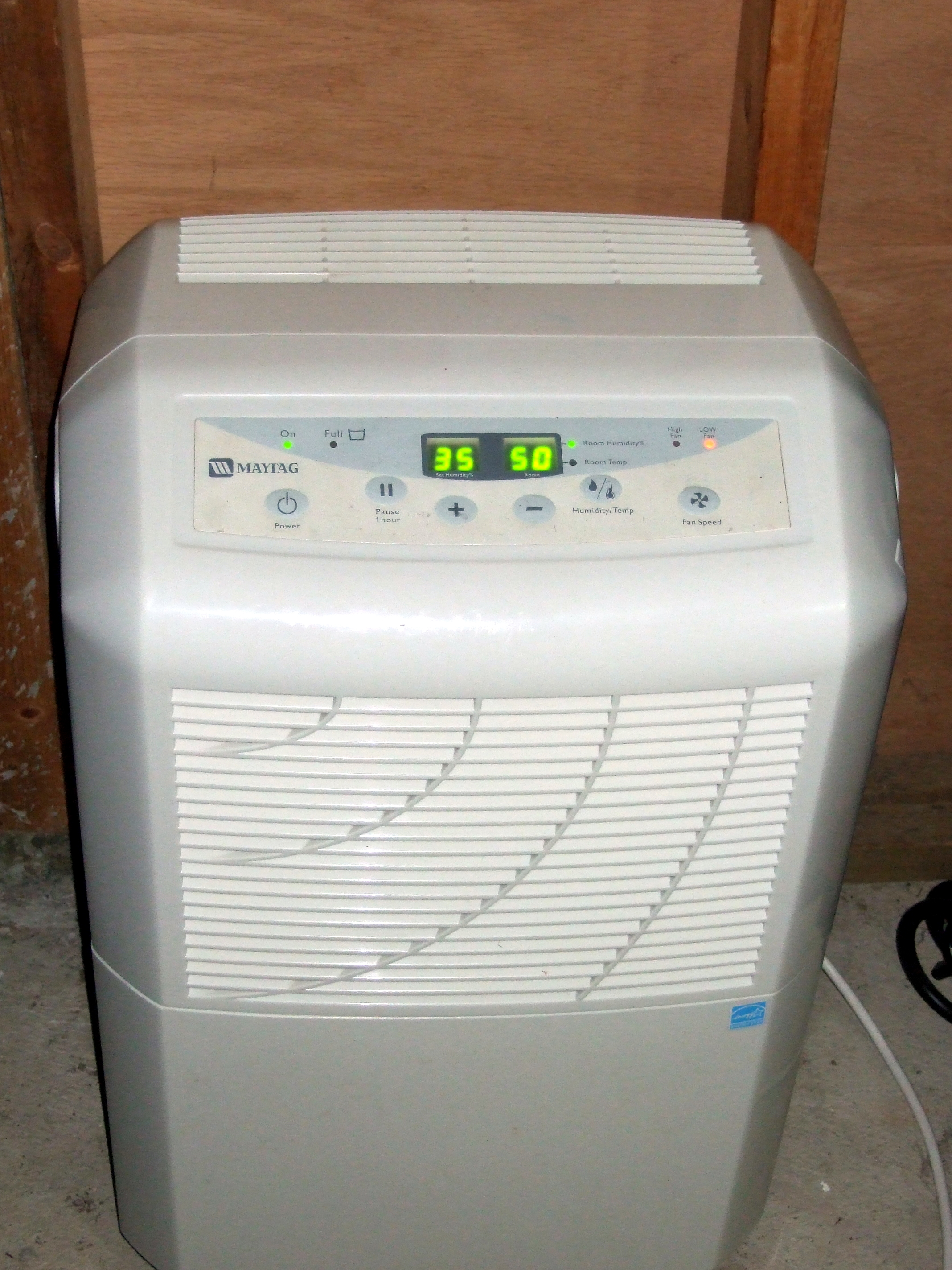
یک نمونهٔ قابل حمل از رطوب‌زدا

رطوبت‌گیر، رطوب‌زدا یا درایر نوعی لوازم خانگی است و معمولاً با هدف سلامت و آسایش یا برای از بین بردن بوی کپک‌زدگی، سطح رطوبت در هوا را کاهش می‌دهد. رطوبت‌گیرهای بزرگ نیز در ساختمان‌های تجاری، مانند سالن اسکیت روی یخ، برای کنترل سطح رطوبت استفاده می‌شوند.

## بررسی اجمالی
رطوبت‌گیرها در فرایندشان، آب را از هوای تهویه‌شده خارج می‌کنند. این آب جمع‌شده (چگالش شده) معمولاً برای نوشیدن استفاده نمی‌شود و دور ریخته می‌شود.

### رطوبت‌گیر تبریدی
جزء اصلی این رطوبت‌گیرها موتوری مثل موتور یخچال است که درون رطوبت‌گیر قرار می‌گیرد، به همین دلیل به آن‌ها رطوبت‌گیر یا خشک‌کن یا درایر یخچالی نیز گفته می‌شود.
رطوبت موجود در هوا در دمای ۳ درجهٔ سانتی‌گراد تبدیل به شبنم (مایع) شده و از حالت بخار به شکل مایع تغییر ماهیت می‌دهد. این اصل در رطوبت‌گیرهای تبریدی مورد استفاده قرار گرفته‌است. همان‌طور که گفته شد در این مدل رطوبت‌گیر از یک موتور مثل موتور یخچال استفاده می‌شود. هوای گرم حاوی رطوبت در ابتدا وارد یک مبدل حرارتی شده و در اثر برخورد با هوای سردی که می‌خواهد از رطوبت‌گیر (درایر) خارج شود تا اندازه‌ای خنک می‌گردد. پس از آن هوای گرم حاوی رطوبت وارد اپراتور شده و دمای آن تا ۳ درجهٔ سانتی‌گراد کاهش می‌یابد، در اثر این کاهش دمای هوای حاوی رطوبت، رطوبت موجود در هوا تغییر ماهیت داده و از حالت بخار تبدیل به مایع می‌گردد. برای تخلیهٔ رطوبت حاصله نیز دو حالت وجود دارد. یکی این‌که رطوبت‌گیر دارای مخزن قابل تخلیه بوده و رطوبت درون این مخزن می‌ریزد که بزرگی آن نیز بسته به نوع و مدل رطوبت‌گیر متفاوت است و در مدل‌های جدیدتر رطوبت‌گیر دارای خروجی مخصوص رطوبت بوده و با اتصال یک شلنگ می‌توان رطوبت را به بیرون از رطوبت‌گیر هدایت نمود.
در صورت کلی استفاده از رطوبت‌گیرهای تبریدی در اکثر مناطق بیشتر است. نصب و راه‌اندازی این نوع رطوبت‌گیرها بسیار ساده و راحت بوده، نیازی به متخصص ندارند، قابل استفاده در مکان‌های کوچک بوده و به راحتی قابل حمل هستند و نیازی به تجهیزات جانبی جهت تخلیهٔ رطوبت و کانال‌کشی نداشته و هزینهٔ نگهداری و تعمیرات آن‌ها بسیار پایین است.

### رطوبت‌گیر جذبی یا شیمیایی
از این نوع رطوبت‌گیرها برای تجهیزات و تأسیسات و مکان‌های فوق‌العاده حساس استفاده می‌شود. میزان رطوبت‌گیری در نوع جذبی بیشتر بوده، ولی هزینه‌های نگهداری و تعمیر آنها بسیار بالاست. در این نوع از رطوبت‌گیرها از دو مخزن مجزا با سیکل گردشی استفاده می‌شود، در قسمت ورودی هوای فشرده از یک شیر قابل تنظیم استفاده می‌شود. هوای کمپرسور بعد از ورود به مخزن اولی و عبور از مواد جاذب شیمیایی مقداری از رطوبت خود را از دست داده و سپس وارد مخزن دومی می‌شود. در این حال مخزن اولی از طریق شیر قابل تنظیم تخلیه می‌گردد. در اینجا هزینهٔ تولید هوای فشرده توسط کمپرسور از سیکل خشک‌سازی خارج می‌گردد، که به دلیل تخلخل مواد شیمیایی جاذب سیستم با افتی در حدود ۲۰٪ فشار مواجه شده، که این دو مورد باید با افزایش هزینهٔ سوخت جاری یا برق، جبران گردد.
استفاده از درایر جذب شیمیایی دارای معایبی است:
- قیمت بالای درایرهای جذب شیمیایی
- هزینه‌های جانبی و هزینه‌های نگهداری بالا
- نیاز به تجهیزات دیگر جهت تخلیهٔ رطوبت
- نیازمند هوای سرد جهت کارایی بالاتر